# Ethriel
Ethriel, fils d Íriel Fáid, selon les légendes médiévales et la tradition pseudo historique irlandaise un des premiers, il succède comme Ard ri Erenn, à son père.

## Règne
Pendant son règne de 20 ans il défriche six plaines avant d'être tué lors de la Bataille de Rairiu par Conmáel qui venge ainsi son père Eber Finn, qui avait été tué par Érimón le grand-père d' Ethriel. Ethriel est le dernier des chefs arrivés avec l'invasion des fils de Míl à régner sur l'Irlande.
Le Lebor Gabála Érenn indique que pendant son règne Tautanes, roi d'Assyrie, meurt (1182 av. J.-C selon la Chronologie de Saint Jérôme comme Hector et Achille (La guerre de Troie est traditionnellement datée de XIIIe siècle av. J.-C.), et Samson est Juge de la tribu de Dan dans l'ancien Israël.
Geoffrey Keating  assigne à son règne comme limites  1259 et 1239 av. J.-C , les Annales des quatre maîtres  de 1671 à 1651 av. J.-C .

## Source
- (en) Cet article est partiellement ou en totalité issu de l’article de Wikipédia en anglais intitulé « Ethriel » (voir la liste des auteurs), édition du 7 avril 2012.